# Villar del Pozo (kommunhuvudort)
Villar del Pozo är en kommunhuvudort i Spanien.   Den ligger i provinsen Provincia de Ciudad Real och regionen Kastilien-La Mancha, i den centrala delen av landet, 180 km söder om huvudstaden Madrid. Villar del Pozo ligger 639 meter över havet och antalet invånare är 121.
Terrängen runt Villar del Pozo är lite kuperad. Runt Villar del Pozo är det ganska glesbefolkat, med 34 invånare per kvadratkilometer. Närmaste större samhälle är Ciudad Real, 15,4 km norr om Villar del Pozo. Trakten runt Villar del Pozo består till största delen av jordbruksmark.